# Главна судетска стаза
Главна судетска стаза Мјечислава Орловича (пољ. Główнy Szlak Sudecki imieni Mieczysława Orłowicza, "ГСС") је пешачки планинарски пут маркиран црвеном бојом пролазећи из Свјерадова-Здроју у Прудник кроз најзанимљивије делове Судета.

## Историја
Идеја стазе показала се на састанку Судетске комисије Пољскога татранскога друштва који се одржао 24. октобра 1947. Годину дана касније почели су радови на маркацији стазе. Приликом 100-годишњице туризма у Пољској 1973., Комисија за планинарство Главне управе ПТТК-а назвала је Главну судетску стазу по Мјечиславу Орловичу као признање за његов допринос за туризам и знање о земљи.

## Маршрута
Током година маршрута стазе се мијењала. Тренутно почиње у Свјерадову-Здроју, пролази кроз Изерске планине (Висока Копа, 1126 m; Високи Камењ, 1058 m) у Шкларску Порембу, затим кроз Крконоше (Водопад Камјењчика, Вјелки Шишак – 1509 m, Седло под Сњежком – 1389 m) у Карпач; следеће етапе су планине Рудави Јановицкје (Скалник, 945 m) ка Кшешову, Камене и Црне планине к Једлини-Здроју, Совље планине (Вјелка Сова, 1015 m), Сребрни превој одвајајући их од Бардзких планина. Даље, кроз Вамбјежице, стаза води у Стоне планине те у судетска одмаралишта: Кудова-Здруј, Душњики-Здруј; даље: Орлицке и Бистшицке планине, водопад Вилчки, Масив Сњежника, планине Кровјарки, Лондек-Здруј, Златне планине у Пачков (гдје је годинама завршавао на жељезничкој станици)и даље кроз Калкув, Глухолази, Опавске планине у Прудник.
Стаза мимоилази неке важне судетске тачке, укључујући врхове: Сњежка и Сњежник.
Дужина стазе је око 440 км а време прелаза – 104 сати.
- Горенаведени називи су превод из пољског језика. Доле су оригиналне верзије неких од њих:

Изерске планине – пољ. Góry Izerskie, чеш. Јizerské hory, Крконоше – пољ. Karkonosze, чеш. Krkonoše, Седло под Сњежком – Przełęcz pod Śnieżką, Камене планине – пољ. Góry Kamienne, чеш. Meziměstská vrchovina, Црне планине – Góry Czarne, Совље планине – Góry Sowie, Сребрни превој – Przełęcz Srebrna, Бардзке планине – Góry Bardzkie, Стоне планине – пољ. Góry Stołowe, чеш. Stolové hory, Орлицке планине – пољ. Góry Orlickie, чеш. Orlické hory, Бистшицке планине – пољ. Góry Bystrzyckie, чеш. Bystřické hory, Масив Сњежника – пољ. Masyw Śnieżnika, чеш. Králický Sněžník, Златне планине – пољ. Góry Złote, чеш. Rychlebské hory, Опавске планине – пољ. Góry Opawskie, чеш. Zlatohorská vrchovina

## Планинарство
Стазе је доступна током целе године, иако неки од његових делова могу да буду затворени зими, због могућности лавина (Крконоше) и опасних мочвара (Стоне планине). Има много планинских кућа, којима управља ПТТК (Пољско туристичко друштво). Пољске планинарске куће су обавезне да настане сваткога тко није у стању да пронађе друго место пре заласка сунца или у хитним случајевима, иако у примитивним условима

## Галерија
- Маркација стазе на врху Слонечнику (1420 m)
- Сњежка (1602 m) – највиши врх око стазе
- Самотња – планинска кућа у Крконошама
- Златне планине у источном делу стазе

## Планинске куће
- Планинска кућа PTTK на Стогу Изерском (Schronisko PTTK Na Stogu Izerskim)
- Планинска кућа Високи Камењ (Schronisko Wysoki Kamień)
- Планинска кућа "Камјењчик" (Schronisko „Kamieńczyk”)
- Планинска кућа PTTK на Хали Шреницкој (Schronisko PTTK Na Hali Szrenickiej)
- Планинска кућа Шреница (Schronisko Szrenica)
- Планинска кућа PTTK "Под Лабском врхом" (Schronisko PTTK „Pod Łabskim Szczytem”)
- Планинска кућа PTTK "Препород" (Schronisko PTTK „Odrodzenie”)
- Планинска кућа "Шлески дом" (Schronisko „Dom Śląski”)
- Планинска кућа PTTK "Самотња" (Schronisko PTTK „Samotnia”)
- Планинска кућа PTTK "Стжеха Академицка" (Schronisko PTTK „Strzecha Akademicka”)
- Планинска кућа PTTK "Над Ломничком" (Schronisko PTTK „Nad Łomniczką”)
- Планинска кућа PTTK " Анџејувка " (Schronisko PTTK „Andrzejówka”)
- Планинска кућа PTTK "Зyгмунтувка" (Schronisko PTTK „Zygmuntówka”)
- Планинска кућа "Орао" (Schronisko „Orzeł”)
- Планинска кућа "Сова" (Schronisko „Sowa)
- Планинска кућа PTTK "Пастирица" (Schronisko PTTK „Pasterka”)
- Планинска кућа PTTK "На Шчелињецу" (Schronisko PTTK „Na Szczelińcu”)
- Планинска кућа PTTK "Под Муфлоном" (Schronisko PTTK „Pod Muflonem”)
- Планинска кућа PTTK "Орлица" (Schronisko PTTK „Orlica”)
- Планинска кућа PTTK "Јагодна" (Schronisko PTTK „Jagodna”)
- Планинска кућа "На Игличној" (Schronisko „Na Iglicznej”)
- Планинска кућа PTTK "На Сњежнику" (Schronisko PTTK „Na Śnieżniku”)
- Планинска кућа PTTK "Под Копом Бискупјом" (Schronisko PTTK „Pod Kopą Biskupią”)